# Tamuda

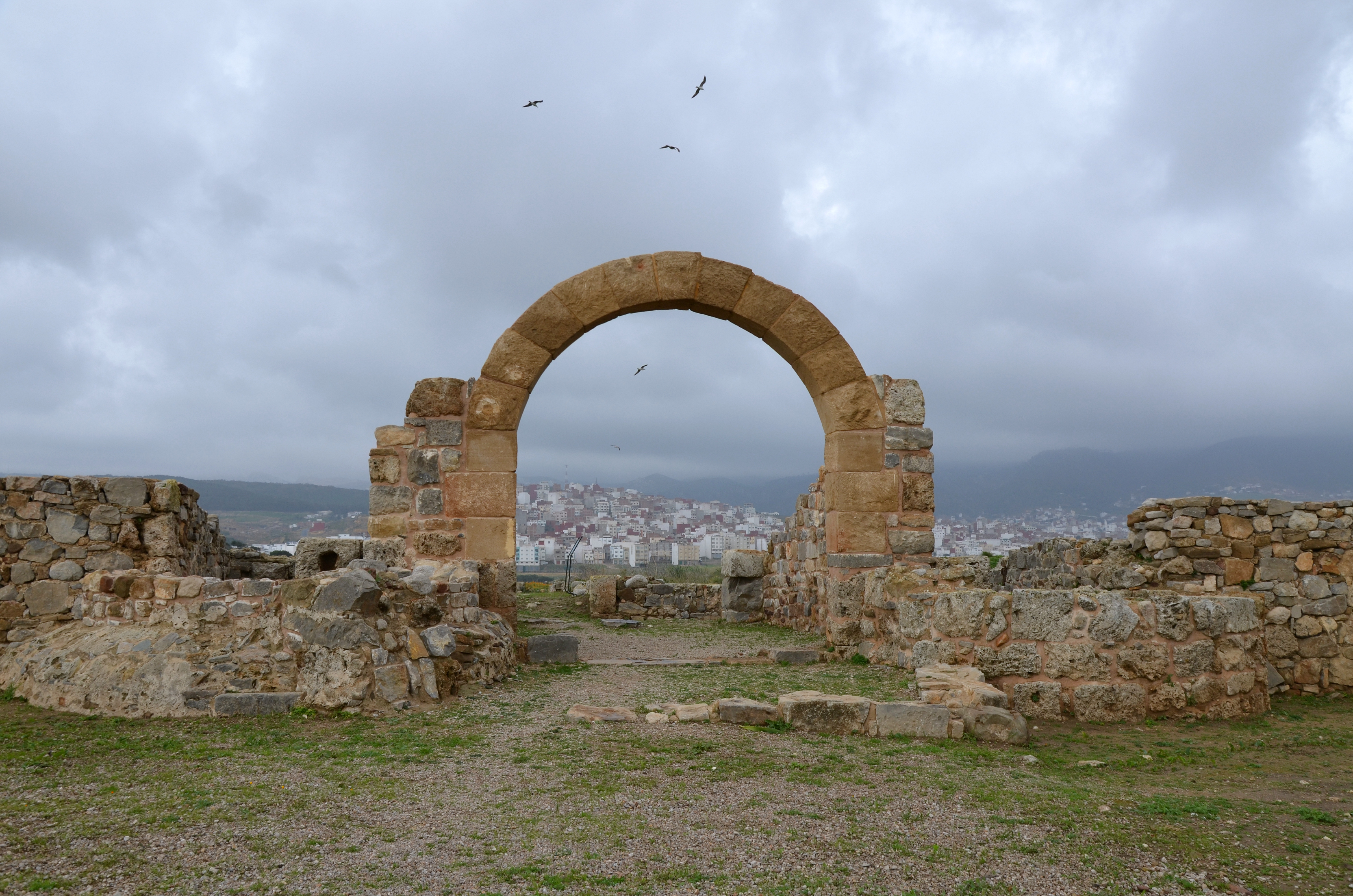
Campamento militar romano de Tamuda.

Tamuda, es un yacimiento de la ciudad púnico-mauritana de Tamuda, sobre la que se instala un castellum de época romana, se encuentra ubicado a escasos kilómetros de la actual Tetuán (Marruecos). Tiene una gran importancia histórica el asentamiento prerromano, por haber sido habitado en época anterior a la colonización romana en el Norte de África, por los mauritanos. Situada a 2 km de Tetuán junto al río Martín por la carretera de Chauen / Xauen. Son las ruinas de una ciudad de posible origen púnico o cartaginés, posteriormente mauritana y finalmente romana. Debió existir desde el siglo III a. C. hasta principio de nuestra Era.

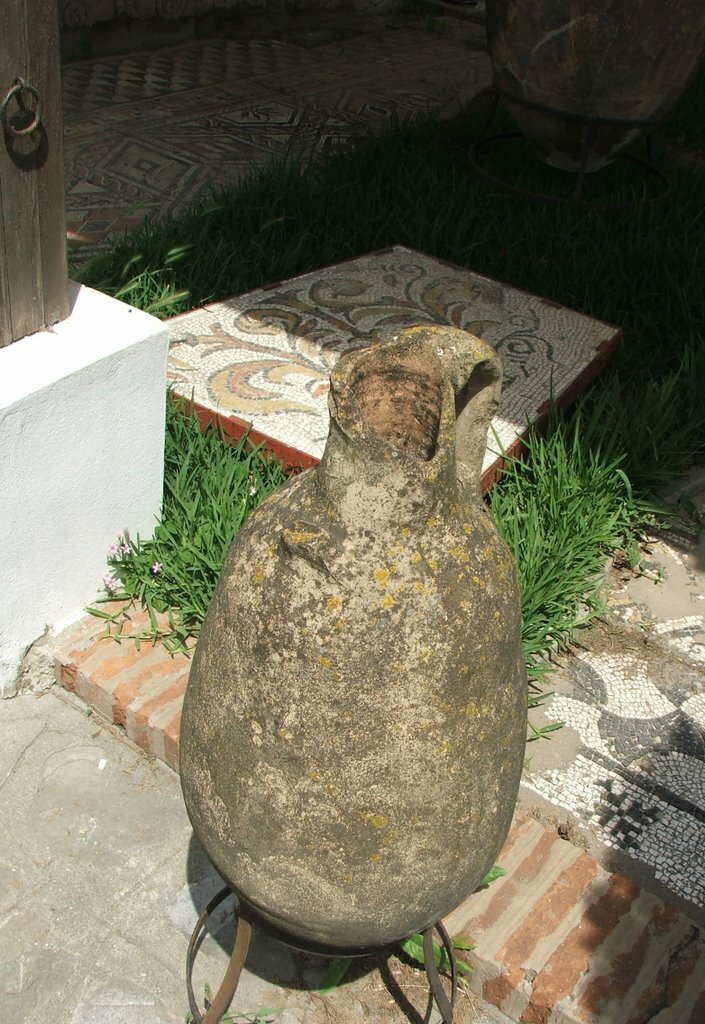
Ánfora romana en el Museo Arqueológico de Tetuán

Habitados los montes de Tetuán desde la Antigüedad, los mauritanos nómadas, más tarde sedentarios, colonizan la zona y se establecen en el siglo III A.C.  cerca de la actual Tamuda, junto al río Martil.
De la ocupación fenicio-púnica no existe suficiente documentación. Sin embargo, de la ciudad mauritana, cuya fundación se remonta al siglo III a. C., se sabe que estaba dividida en numerosos barrios funcionales siguiendo el clásico esquema regular y orientado. El barrio sur se componía de un conjunto de manzanas constituido por casas con habitaciones rectangulares. En el sector SE una plaza cuadrangular, rodeada de habitaciones, que debía ser el foro o centro de la ciudad, al oeste del muro que cierra este espacio, está la necrópolis. De época posterior, ya avanzado el Imperio, son las ruinas que se conservan de una manera más visible, constituida por una ciudad amurallada, o mejor dicho un castro, dado que tuvo carácter militar, en ella sirvió de sede mucho tiempo a un ala de caballería.
Es un espacio amurallado de planta cuadrada, con una muralla defendida por varias torres en cada ángulo y flanqueando las puertas, en su interior dos calles, el cardus máximo de norte a sur y decumanus maximus, en la intersección se ve una gran cisterna alimentada por un canal. 
Esto es, que dicha instalación campamental se define como un cuadrado con unas dimensiones de 98 m x 93 m orientando sus puertas de acceso a los puntos cardinales.
Cerca de la puerta sur se pueden observar unas pequeñas termas con una habitación de ladrillos, separadas por un muro que se apoya sobre tres arcos de ladrillos, el resto de las construcciones son de técnica rudimentaria como habitaciones cuadradas o rectangulares algunas con suelo enlosado. En el siglo II a. C., Tamuda se convirtió en una floreciente ciudad abierta al espacio mediterráneo al que estaba conectada por el río Tamuda (flumen tamudae, según fuentes de la antigüedad). Hacia el final del siglo I a. C. esta ciudad quedó devastada por un incendio que fue atestiguado en varios lugares del norte de Marruecos. Hacia el año 40 d. C. con motivo de la ocupación romana de Mauritania y de la revuelta de Aedemon, Tamuda quedó definitivamente destruida. En el siglo II d. C. los romanos construyeron un campamento defendido por varias torres. Al final del siglo III d. C., este campamento fue modificado y le fueron añadidas torres semicirculares en las esquinas y en las cortinas.

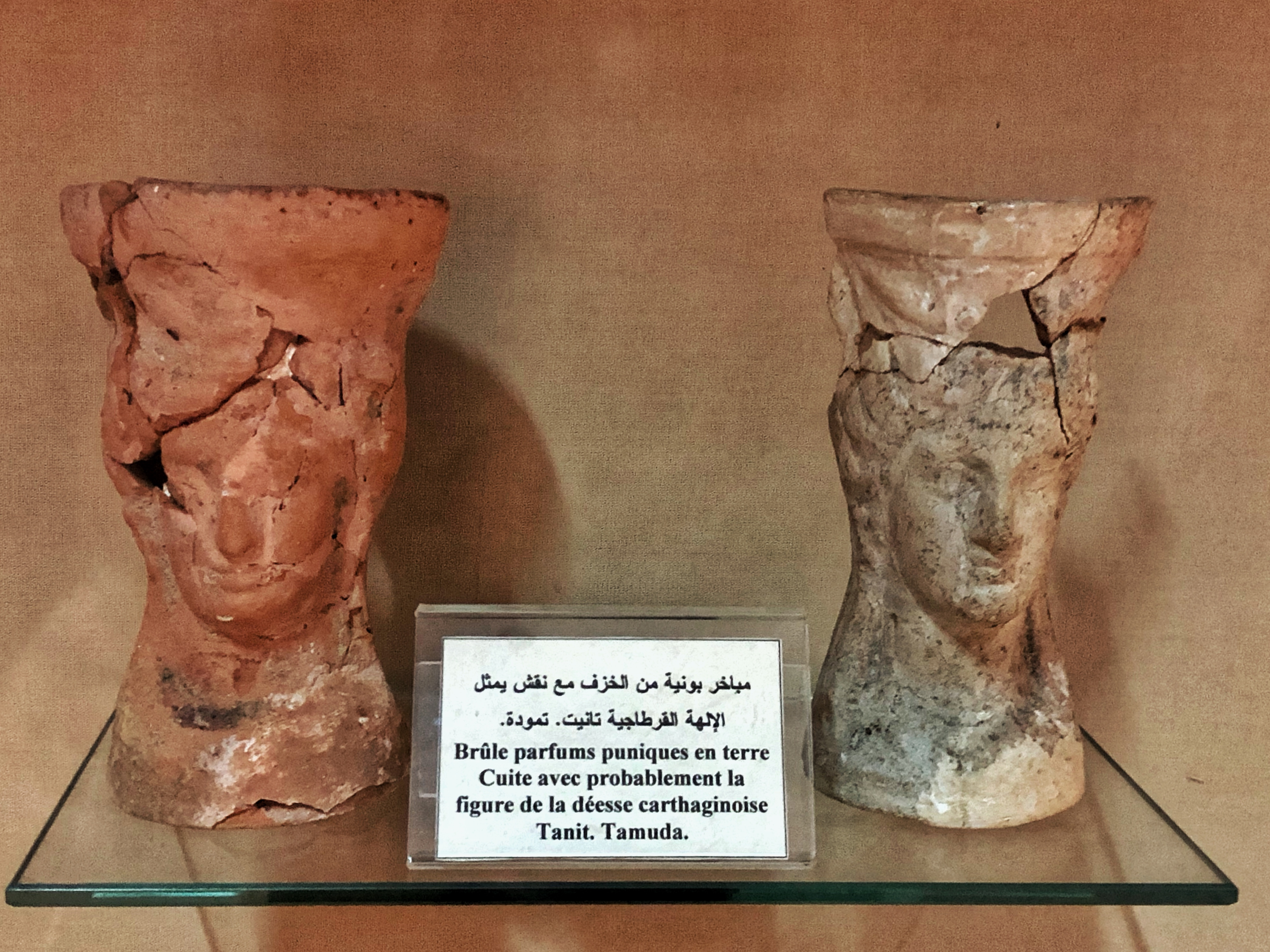
Quemador de incienso en forma de Tanit, museo de Tetuán.

El inicio de la excavación fue por iniciativa de la Alta Comisaría de España en Marruecos por su la proximidad de su residencia en Tetuán, según Alfredo Rivera, cronista de El Imparcial, Dámaso Berenguer y el teniente coronel Juan Lasquetty Perozo consiguieron una subvención y la colaboración del notable arqueólogo César Luis de Montalbán y de Mazas:
"El general Berenguer, conocedor de la existencia de las ruinas, ocultas bajo varias capas de tierras de labor, de la que los moros arrancaron durante centenares de años miles de toneladas de productos, consagró su esfuerzo a lograr el importante descubrimiento arqueológico en la hasta ahora inexplorada Mauritania Tingitana. Obtuvo del ministerio de Estado una subvención destinada a los trabajos de excavación, con cargo al presupuesto del Protectorado, y aprovechando la feliz coincidencia del paso por Tetuán del notable arqueólogo español D. César L. de Montalbán, hubo de encargar a éste de la ardua labor, bajo la inspección del ilustre académico de la Historia y presidente de la comisión de Monumentos, teniente coronel Lasquetti."
Un equipo internacional formado por una veintena de profesores, investigadores y estudiantes de la Universidad de Cádiz, la Universidad Abdelmalek Essaadi y la dirección regional de Cultura Tánger-Tetuán del Ministerio de Cultura del Gobierno de Marruecos desarrollaron en 2012 una campaña de trabajos de campo en el yacimiento arqueológico de Tamuda, que constituye el asentamiento preislámico más importante de la región, con una imponente ciudad helenística (siglos II - I a. C.) y un campamento romano (siglo I - V d. C.) en un estado de conservación excepcional.
En la actualidad, los investigadores Abdelaziz El Khayari, Mehdi Zouak, Bernal Cassassola llevan a cabo el proyecto de prospecciones arqueológicas en el valle del río Martín, como aquellas que hizo Miquel Tarradell en los años 1950.
Tras la conquista por los árabes, estos construyen frente a Tamuda, la primera alcazaba en 1286, edificándose en el siglo XIV una pequeña ciudad, como base para ataques a Ceuta. En el siglo XV, se convirtió en sede de corsarios que practicaban la piratería por el estrecho de Gibraltar. El rey Enrique III de Castilla destruyó la ciudad y sus barcos.